# Manfred Schiek
Manfred Schiek (* 11. November 1935 in Ludwigsburg; † 11. September 1965 nahe Prag in der Tschechoslowakei) war ein deutscher Automobil- und Motorradrennfahrer.

## Karriere
Schiek begann in den 1950er Jahren als Motorradrennfahrer mit dem Motorsport. In den Jahren 1957, 1959 und 1960 wurde er Deutscher Geländemeister und errang bei vier Internationalen Sechstagefahrten die Goldmedaille. 1961 stieg er in den Automobilsport um. Als Mitarbeiter in der Sportabteilung von Daimler-Benz in Stuttgart war er an der Entwicklung und den Sporteinsätzen des Mercedes 220 SE beteiligt. Als Copilot von Walter Schock konnte Schiek 1961 den Großen Straßenpreis von Argentinien gewinnen. Im folgenden Jahr war er Beifahrer von Hermann Kühne, der nach einem Unfall verstarb. Schiek überlebte dagegen nur leicht verletzt.
Zusammen mit Hans Werner Aufrecht und Erhard Melcher baute Schiek 1965 in der Mercedes-Entwicklungsabteilung einen Mercedes 300 SE für den Einsatz in der Deutschen Rundstrecken-Meisterschaft auf und startete damit ab dem zweiten Saison-Rennen auf der Berliner AVUS bei sämtlichen Läufen. Infolge dieser Tuning-Tätigkeit gründeten Aufrecht und Melcher 1967 die Firma AMG. Mit sechs Siegen in acht Rennen wurde Schiek 1965, punktgleich mit Gerhard Bodmer, Deutscher Rundstrecken-Meister. Sein verwegener Fahrstil, den er vor allem beim Sieg im Rennen am Norisring zeigte, machte ihn zu einem Publikumsliebling.
Im September 1965 startete Schiek mit dem Copiloten Martin Braungart bei der Rallye Tour d’Europe und verunglückte am zweiten Tag in der Nähe von Prag, als sein Mercedes nach dem Überholen eines Lastwagens ins Schleudern geriet und gegen einen Begrenzungsstein am Straßenrand prallte. Schiek starb an den Folgen des Unfalls, den sein Beifahrer Braungart verletzt überlebte. Postum wurde Schiek 1965 als Deutscher Rundstrecken-Meister geehrt.

## Statistik

### Einzelergebnisse in der Sportwagen-Weltmeisterschaft
| Saison | Team   | Rennwagen                  | 1   | 2   | 3   | 4   | 5   | 6   | 7   | 8   | 9   | 10  | 11  | 12  | 13  | 14  | 15  | 16  | 17  | 18  | 19  | 20  |
| ------ | ------ | -------------------------- | --- | --- | --- | --- | --- | --- | --- | --- | --- | --- | --- | --- | --- | --- | --- | --- | --- | --- | --- | --- |
| 1965   | Abarth | Abarth-Simca 1300 Bialbero | DAY | SEB | BOL | MON | MON | RTT | TAR | SPA | NÜR | MUG | ROS | LEM | REI | BOZ | FRE | CCE | OVI | NÜR | BRI | BRI |
| 1965   | Abarth | Abarth-Simca 1300 Bialbero |     |     |     |     |     | 20  |     |     |     |     |     |     |     |     |     |     |     |     |     |     |